# Micromètre (appareil de mesure)
Cet article concerne l'appareil de mesure de longueur également appelé palmer. Pour l'appareil de mesure en astronomie, voir Micromètre à fils. Pour l'unité de longueur, voir Micromètre.
Pour les articles homonymes, voir Palmer.
Le micromètre, ou anciennement « palmer » (prononcé [Palmère]), est un instrument de mesure de longueur. Sous sa forme courante, il est très utilisé en mécanique pour mesurer épaisseurs, diamètres de cylindres (micromètre d'extérieur) ou diamètres d'alésage (micromètre d'intérieur)…
Par sa conception, il est moins sujet à déformation que le pied à coulisse, autre instrument classique de mesure de longueur ; sa précision est de l'ordre du centième de millimètre, alors que les pieds à coulisse se limitent à un affichage au cinquantième de millimètre, à cause des déformations à la prise de mesure et du principe de lecture lui-même. Les multimètres plus récents, numériques, affichent une résolution au millième de millimètre (centième de millimètre pour les pieds à coulisse numériques).
Historiquement, la vis micrométrique a été inventée par William Gascoigne au XVIIe siècle et Jean-Laurent Palmer en a appliqué le principe à la mesure des petites distances en 1848, d'où son premier nom de « palmer ».

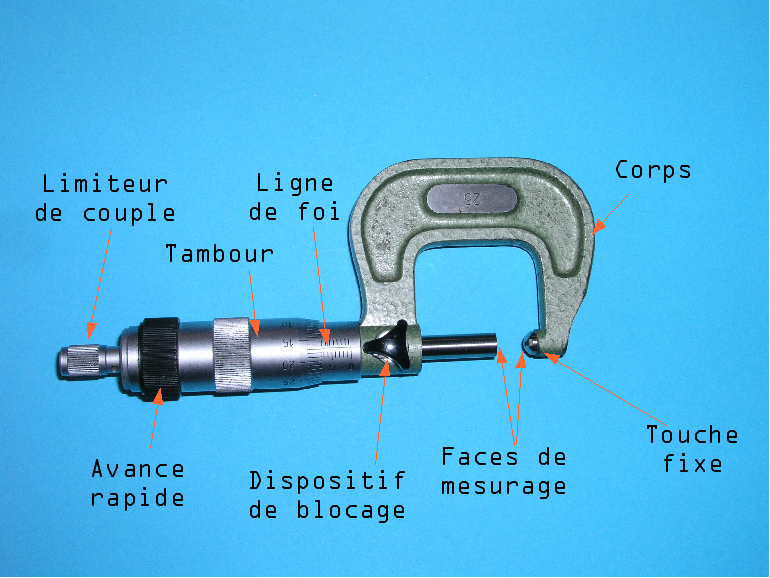
Micromètre d'extérieur.

## Description d'un micromètre d'extérieur
Le micromètre d'extérieur est composé d'un corps nu généralement métallique, qui peut être recouvert de matière plastique, sur lequel sont montées une touche fixe et une touche mobile. La touche mobile est actionnée par un mécanisme de vis micrométrique. Un limiteur de couple permet d'exercer sur la pièce un serrage sensiblement identique pour chaque mesure. Dans le cas des micromètres d'extérieur, il est généralement réglé pour avoir un effort de serrage compris entre 5 et 20 newtons.
La lecture de la dimension s'effectue sur un tambour gradué se déplaçant le long du fût ou par un dispositif d'affichage numérique. L'affichage numérique est généralement au micromètre et l'instrument a une bonne exactitude : à titre indicatif, la répétabilité d'un micromètre d'extérieur à affichage numérique est inférieure à 2/100 de millimètre pour un facteur d'élargissement k = 2.
Comme la zone de lecture de la mesure est colinéaire avec la mesurande, les micromètres extérieurs respectent le principe d'Abbe.

## Procédure de mesure

Principe de la lecture sur un micromètre d'extérieur.

Un tour du tambour représente, en général, un demi-millimètre (0,5 mm), les graduations sur la ligne de foi sont alors espacées de 0,5 mm. À la valeur lue directement sur le corps, il convient d'ajouter la valeur lue sur le tambour gradué en 50 divisions ; 1/50 de tour de tambour correspondant à un déplacement de 1/100 de millimètre ( {\displaystyle 0,5mm/50=0,01mm} ).
Le serrage sur l'objet se fait uniquement en manipulant le limiteur de couple. Cela permet d'éviter de déformer l'objet — déformation élastique qui fausserait la mesure, voire déformation plastique qui dégraderait la surface — ou de dérégler le micromètre. L'appareil doit être régulièrement étalonné ; on utilise pour cela une cale étalon (micromètre d'extérieur) ou une bague de réglage (micromètre d'intérieur), l'appareil disposant d'une vis de réglage. En raison du phénomène de dilatation thermique, la mesure étant précise, il convient de maîtriser la température à laquelle elle se fait, en particulier la température de l'objet mesuré ; les procédés de fabrication classiques provoquent souvent un échauffement de la matière.

## Différents types
En plus du micromètre d'extérieur classique, on trouve (liste non exhaustive) d'autres instruments.
Le micromètre d'extérieur à plage décalée permet de mesurer de plus grandes longueurs tout en conservant une vis micrométrique de faible longueur. Exemple ci-dessous en version 50–75 mm avec sa cale de vérification du zéro (ou « tare de longueur », ici 50 mm) ou de calibration de celui-ci.

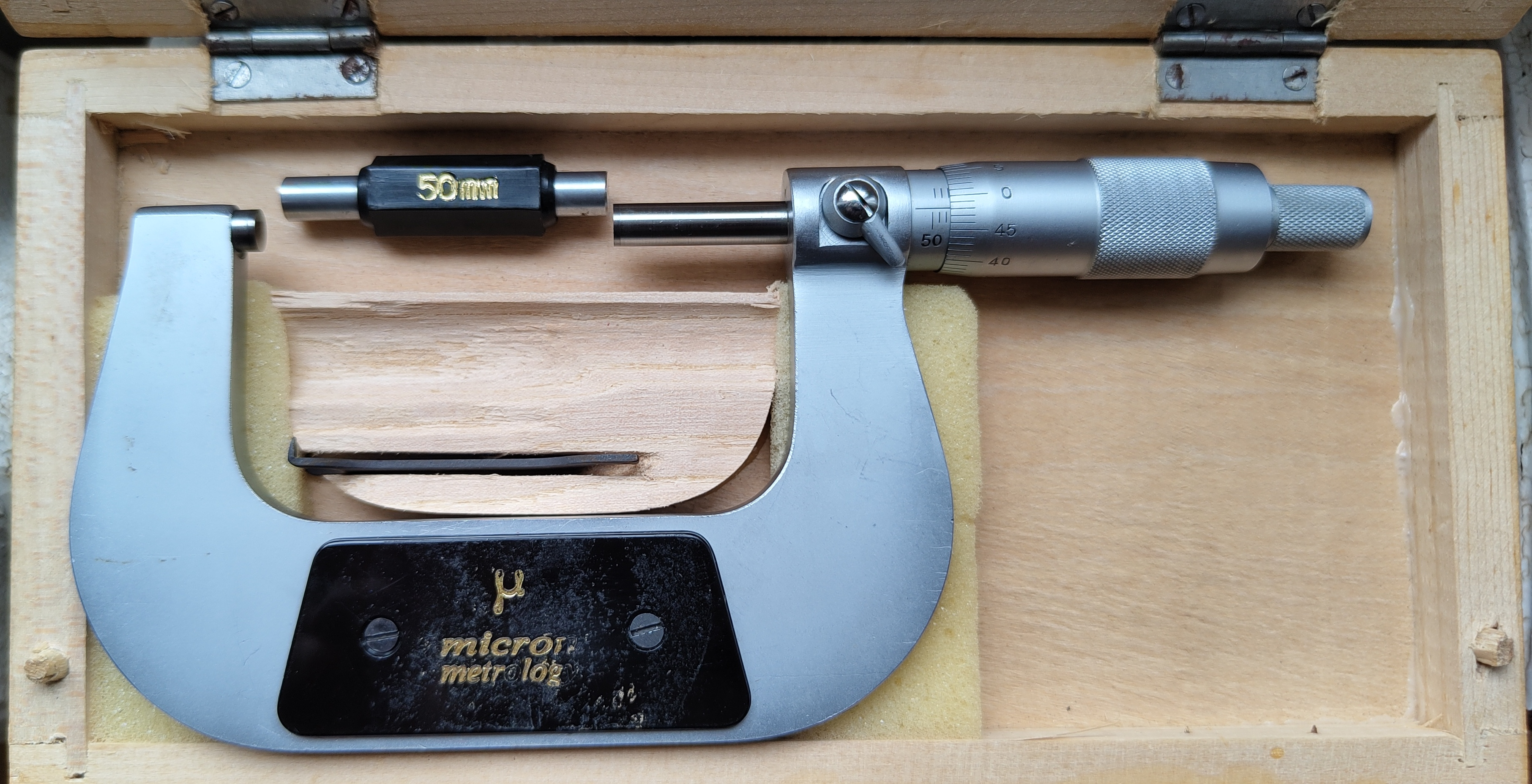
Micromètre 50 à 75 mm avec cale de référence.

Le micromètre d'intérieur utilisé pour mesurer le diamètre de trous cylindriques ; il en existe deux versions :
- le micromètre d'intérieur trois touches (parfois appelé alésomètre) ;
- le micromètre d'intérieur deux touches.

Le limiteur de couple est en général réglé pour avoir un effort de serrage entre :
- 10 et 15 N pour les micromètres ayant une capacité jusqu'à 30 mm ;
- 15 et 20 N pour les micromètres ayant une capacité allant de 30 à 100 mm ;
- 20 à 28 N pour les micromètres ayant une capacité supérieure à 100 mm.

| - | - |
| - | - |
|   |   |

## Normes

### Normes françaises
Normes établies par l'AFNOR.
- NF E11-090 : Instruments de mesurage - Micromètres d'extérieur et d'intérieur à vis - Exécutions spéciales.
- NF E11-095 : Spécification géométrique des produits (GPS) - Instruments de mesurage dimensionnel - Réception et vérification des micromètres d'extérieur.
- NF E11-098-1 : Spécification géométrique des produits (GPS) - Équipements de mesurage dimensionnel - Partie 1 : micromètres d'intérieur à deux touches - Caractéristiques de conception et caractéristiques métrologiques.
- NF E11-098-2 : Spécification géométrique des produits (GPS) - Équipements de mesurage dimensionnel - Partie 2 : micromètres d'intérieur à deux touches - Réception et vérification périodique.
- NF E11-099 : Instruments de mesurage de longueur - Micromètres d'intérieur à 3 touches dits "alésomètres" - Spécifications - Méthodes d'essai.

### Normes internationales et européennes
Normes établies par l'ISO et le Comité européen de normalisation (EN).
- NF EN ISO 3611 Spécification géométrique des produits (GPS) - Équipement de mesurage dimensionnel : Micromètres d'extérieur - Caractéristiques de conception et caractéristiques métrologiques.